# Gieorgij Mazanow
Gieorgij Wasiljewicz Mazanow, ros. Георгий Васильевич Мазанов (ur. 26 października?/8 listopada 1912 w Konstantynówce, w guberni jekaterynosławskiej, Imperium Rosyjskie, zm. 15 stycznia 2005 w Moskwie, Rosja) – rosyjski piłkarz, grający na pozycji obrońcy, trener piłkarski.

## Kariera piłkarska

### Kariera klubowa
Wychowanek klubu Chimiki Konstantynówka, w którym rozpoczął karierę piłkarską. W 1937 został zaproszony do Dzerżyńca Ługańsk. W 1938 przeszedł do Stachanowca Stalino. Podczas II wojny światowej od 1942 do 1943 bronił barw klubu Zienit Moskwa. W 1944 zasilił skład zespołu Krylja Sowietow Moskwa, w którym zakończył karierę piłkarza w roku 1946.

## Kariera trenerska
Po zakończeniu kariery piłkarskiej rozpoczął pracę szkoleniowca. Zimą 1949 ukończył Wyższą Szkołę Trenerów w Moskwie i w marcu stał na czele Szachtara Stalino, którym kierował do końca roku. W latach 1950–1951 pracował w Stalinabadzie z miejscowymi klubami Bolszewik i Dinamo. Potem przez 2 lata prowadził Burevestnik Kiszyniów. W listopadzie 1955 został mianowany na stanowisko głównego trenera Torpieda Taganrog, z którym awansował do Pierwoj ligi ZSRR. W latach 1960-1964 trenował kluby Znamia Truda Oriechowo-Zujewo, Rostsielmasz Rostów nad Donem i Traktor Stalingrad. W latach 1965-1970 pracował w Federacji Futbolu Rosyjskiej FSRR. 29 października 1970 stał na czele Sokołu Saratów, z którym pracował do 20 sierpnia 1971. Potem do końca 1971 ponownie trenował Torpiedo Taganrog. W 1972 pracował jako dyrektor techniczny uzbeckiego Zarafshon Navoiy. 16 sierpnia 1974 został mianowany na stanowisko głównego trenera tulskiego Mietałłurga (Maszynostroitiela), którym kierował do końca 1975. Od 1977 do 1980 przygotowywał na mistrzostwa świata reprezentację głuchoniemych piłkarzy ZSRR. Potem pracował jako inspektor meczów Wtoroj ligi ZSRR.
15 stycznia 2005 zmarł w Moskwie w wieku 92 lat.

## Sukcesy i odznaczenia

### Sukcesy trenerskie
Torpiedo Taganrog
- mistrz Rosyjskiej FSRR: 1955
- wicemistrz Pierwoj ligi ZSRR: 1956 (1 strefa Klasy B)